# Llista d'asteroides/185301-185400
| Nom      | Designació provisional | Data de descobriment   | Lloc de descobriment | Descobridor/s       |
| -------- | ---------------------- | ---------------------- | -------------------- | ------------------- |
| 185301 - | 2006 UY266             | 27 d'octubre de 2006   | Catalina             | CSS                 |
| 185302 - | 2006 UK270             | 27 d'octubre de 2006   | Kitt Peak            | Spacewatch          |
| 185303 - | 2006 UB271             | 27 d'octubre de 2006   | Mount Lemmon         | Mount Lemmon Survey |
| 185304 - | 2006 UG271             | 27 d'octubre de 2006   | Kitt Peak            | Spacewatch          |
| 185305 - | 2006 UA275             | 28 d'octubre de 2006   | Kitt Peak            | Spacewatch          |
| 185306 - | 2006 UP276             | 28 d'octubre de 2006   | Mount Lemmon         | Mount Lemmon Survey |
| 185307 - | 2006 UA278             | 28 d'octubre de 2006   | Kitt Peak            | Spacewatch          |
| 185308 - | 2006 UR286             | 28 d'octubre de 2006   | Kitt Peak            | Spacewatch          |
| 185309 - | 2006 UN291             | 27 d'octubre de 2006   | Ottmarsheim          | C. Rinner           |
| 185310 - | 2006 UE321             | 19 d'octubre de 2006   | Kitt Peak            | M. W. Buie          |
| 185311 - | 2006 UO324             | 19 d'octubre de 2006   | Mount Lemmon         | Mount Lemmon Survey |
| 185312 - | 2006 UV325             | 20 d'octubre de 2006   | Kitt Peak            | M. W. Buie          |
| 185313 - | 2006 UA328             | 17 d'octubre de 2006   | Kitt Peak            | Spacewatch          |
| 185314 - | 2006 UO328             | 19 d'octubre de 2006   | Catalina             | CSS                 |
| 185315 - | 2006 UV328             | 19 d'octubre de 2006   | Mount Lemmon         | Mount Lemmon Survey |
| 185316 - | 2006 UE329             | 21 d'octubre de 2006   | Kitt Peak            | Spacewatch          |
| 185317 - | 2006 UL329             | 23 d'octubre de 2006   | Catalina             | CSS                 |
| 185318 - | 2006 UW330             | 16 d'octubre de 2006   | Apache Point         | A. C. Becker        |
| 185319 - | 2006 UG331             | 16 d'octubre de 2006   | Catalina             | CSS                 |
| 185320 - | 2006 UH331             | 16 d'octubre de 2006   | Catalina             | CSS                 |
| 185321 - | 2006 VJ2               | 10 de novembre de 2006 | Vallemare di Borbona | V. S. Casulli       |
| 185322 - | 2006 VF5               | 10 de novembre de 2006 | Kitt Peak            | Spacewatch          |
| 185323 - | 2006 VD6               | 10 de novembre de 2006 | Kitt Peak            | Spacewatch          |
| 185324 - | 2006 VE11              | 11 de novembre de 2006 | Mount Lemmon         | Mount Lemmon Survey |
| 185325 - | 2006 VE14              | 14 de novembre de 2006 | Vallemare di Borbona | V. S. Casulli       |
| 185326 - | 2006 VC17              | 9 de novembre de 2006  | Kitt Peak            | Spacewatch          |
| 185327 - | 2006 VP21              | 10 de novembre de 2006 | Kitt Peak            | Spacewatch          |
| 185328 - | 2006 VS25              | 10 de novembre de 2006 | Kitt Peak            | Spacewatch          |
| 185329 - | 2006 VK26              | 10 de novembre de 2006 | Kitt Peak            | Spacewatch          |
| 185330 - | 2006 VU26              | 10 de novembre de 2006 | Kitt Peak            | Spacewatch          |
| 185331 - | 2006 VG31              | 10 de novembre de 2006 | Kitt Peak            | Spacewatch          |
| 185332 - | 2006 VO32              | 11 de novembre de 2006 | Mount Lemmon         | Mount Lemmon Survey |
| 185333 - | 2006 VG34              | 11 de novembre de 2006 | Catalina             | CSS                 |
| 185334 - | 2006 VU34              | 11 de novembre de 2006 | Catalina             | CSS                 |
| 185335 - | 2006 VO35              | 11 de novembre de 2006 | Mount Lemmon         | Mount Lemmon Survey |
| 185336 - | 2006 VR35              | 11 de novembre de 2006 | Mount Lemmon         | Mount Lemmon Survey |
| 185337 - | 2006 VH37              | 11 de novembre de 2006 | Catalina             | CSS                 |
| 185338 - | 2006 VQ37              | 11 de novembre de 2006 | Catalina             | CSS                 |
| 185339 - | 2006 VR37              | 11 de novembre de 2006 | Catalina             | CSS                 |
| 185340 - | 2006 VT37              | 11 de novembre de 2006 | Palomar              | NEAT                |
| 185341 - | 2006 VB38              | 12 de novembre de 2006 | Catalina             | CSS                 |
| 185342 - | 2006 VF44              | 13 de novembre de 2006 | Catalina             | CSS                 |
| 185343 - | 2006 VK46              | 9 de novembre de 2006  | Kitt Peak            | Spacewatch          |
| 185344 - | 2006 VS48              | 10 de novembre de 2006 | Kitt Peak            | Spacewatch          |
| 185345 - | 2006 VW53              | 11 de novembre de 2006 | Kitt Peak            | Spacewatch          |
| 185346 - | 2006 VH54              | 11 de novembre de 2006 | Kitt Peak            | Spacewatch          |
| 185347 - | 2006 VW55              | 11 de novembre de 2006 | Kitt Peak            | Spacewatch          |
| 185348 - | 2006 VM57              | 11 de novembre de 2006 | Kitt Peak            | Spacewatch          |
| 185349 - | 2006 VW57              | 11 de novembre de 2006 | Kitt Peak            | Spacewatch          |
| 185350 - | 2006 VQ61              | 11 de novembre de 2006 | Kitt Peak            | Spacewatch          |
| 185351 - | 2006 VV68              | 11 de novembre de 2006 | Kitt Peak            | Spacewatch          |
| 185352 - | 2006 VJ70              | 11 de novembre de 2006 | Kitt Peak            | Spacewatch          |
| 185353 - | 2006 VZ71              | 11 de novembre de 2006 | Mount Lemmon         | Mount Lemmon Survey |
| 185354 - | 2006 VC74              | 11 de novembre de 2006 | Kitt Peak            | Spacewatch          |
| 185355 - | 2006 VK74              | 11 de novembre de 2006 | Kitt Peak            | Spacewatch          |
| 185356 - | 2006 VW75              | 11 de novembre de 2006 | Kitt Peak            | Spacewatch          |
| 185357 - | 2006 VP78              | 12 de novembre de 2006 | Mount Lemmon         | Mount Lemmon Survey |
| 185358 - | 2006 VB83              | 13 de novembre de 2006 | Kitt Peak            | Spacewatch          |
| 185359 - | 2006 VG85              | 13 de novembre de 2006 | Kitt Peak            | Spacewatch          |
| 185360 - | 2006 VZ88              | 14 de novembre de 2006 | Goodricke-Pigott     | R. A. Tucker        |
| 185361 - | 2006 VX94              | 15 de novembre de 2006 | Kitt Peak            | Spacewatch          |
| 185362 - | 2006 VG96              | 10 de novembre de 2006 | Kitt Peak            | Spacewatch          |
| 185363 - | 2006 VK96              | 10 de novembre de 2006 | Kitt Peak            | Spacewatch          |
| 185364 - | 2006 VQ103             | 12 de novembre de 2006 | Lulin Observatory    | H.-C. Lin, Q.-z. Ye |
| 185365 - | 2006 VW107             | 13 de novembre de 2006 | Kitt Peak            | Spacewatch          |
| 185366 - | 2006 VM110             | 13 de novembre de 2006 | Kitt Peak            | Spacewatch          |
| 185367 - | 2006 VW114             | 14 de novembre de 2006 | Mount Lemmon         | Mount Lemmon Survey |
| 185368 - | 2006 VL116             | 14 de novembre de 2006 | Socorro              | LINEAR              |
| 185369 - | 2006 VJ117             | 14 de novembre de 2006 | Kitt Peak            | Spacewatch          |
| 185370 - | 2006 VJ120             | 14 de novembre de 2006 | Mount Lemmon         | Mount Lemmon Survey |
| 185371 - | 2006 VA121             | 14 de novembre de 2006 | Kitt Peak            | Spacewatch          |
| 185372 - | 2006 VG129             | 15 de novembre de 2006 | Socorro              | LINEAR              |
| 185373 - | 2006 VM129             | 15 de novembre de 2006 | Socorro              | LINEAR              |
| 185374 - | 2006 VP129             | 15 de novembre de 2006 | Socorro              | LINEAR              |
| 185375 - | 2006 VY130             | 15 de novembre de 2006 | Catalina             | CSS                 |
| 185376 - | 2006 VS135             | 15 de novembre de 2006 | Kitt Peak            | Spacewatch          |
| 185377 - | 2006 VH137             | 15 de novembre de 2006 | Kitt Peak            | Spacewatch          |
| 185378 - | 2006 VS138             | 15 de novembre de 2006 | Kitt Peak            | Spacewatch          |
| 185379 - | 2006 VF139             | 15 de novembre de 2006 | Kitt Peak            | Spacewatch          |
| 185380 - | 2006 VW142             | 14 de novembre de 2006 | Socorro              | LINEAR              |
| 185381 - | 2006 VC143             | 14 de novembre de 2006 | Socorro              | LINEAR              |
| 185382 - | 2006 VY154             | 8 de novembre de 2006  | Palomar              | NEAT                |
| 185383 - | 2006 WE2               | 18 de novembre de 2006 | 7300 Observatory     | W. K. Y. Yeung      |
| 185384 - | 2006 WL6               | 16 de novembre de 2006 | Kitt Peak            | Spacewatch          |
| 185385 - | 2006 WR7               | 16 de novembre de 2006 | Kitt Peak            | Spacewatch          |
| 185386 - | 2006 WA13              | 16 de novembre de 2006 | Mount Lemmon         | Mount Lemmon Survey |
| 185387 - | 2006 WK24              | 17 de novembre de 2006 | Mount Lemmon         | Mount Lemmon Survey |
| 185388 - | 2006 WX37              | 16 de novembre de 2006 | Kitt Peak            | Spacewatch          |
| 185389 - | 2006 WJ42              | 16 de novembre de 2006 | Mount Lemmon         | Mount Lemmon Survey |
| 185390 - | 2006 WG46              | 16 de novembre de 2006 | Kitt Peak            | Spacewatch          |
| 185391 - | 2006 WR46              | 16 de novembre de 2006 | Kitt Peak            | Spacewatch          |
| 185392 - | 2006 WP55              | 16 de novembre de 2006 | Kitt Peak            | Spacewatch          |
| 185393 - | 2006 WA58              | 17 de novembre de 2006 | Kitt Peak            | Spacewatch          |
| 185394 - | 2006 WU60              | 17 de novembre de 2006 | Catalina             | CSS                 |
| 185395 - | 2006 WZ70              | 18 de novembre de 2006 | Kitt Peak            | Spacewatch          |
| 185396 - | 2006 WX79              | 18 de novembre de 2006 | Kitt Peak            | Spacewatch          |
| 185397 - | 2006 WN85              | 18 de novembre de 2006 | Kitt Peak            | Spacewatch          |
| 185398 - | 2006 WF92              | 19 de novembre de 2006 | Kitt Peak            | Spacewatch          |
| 185399 - | 2006 WL92              | 19 de novembre de 2006 | Kitt Peak            | Spacewatch          |
| 185400 - | 2006 WK94              | 19 de novembre de 2006 | Kitt Peak            | Spacewatch          |